# Pusté Sady
Pusté Sady es un municipio del distrito de Galanta en la región de Trnava, Eslovaquia, con una población estimada a final del año 2024 de 601 habitantes.
Se encuentra ubicado en el centro-sur de la región, en la depresión danubiana y cerca del río Váh (cuenca hidrográfica del Danubio) y de la región de Bratislava.

## Demografía
| Año        | 1994 | 2004    | 2014    | 2024    |
| ---------- | ---- | ------- | ------- | ------- |
| Población  | 610  | 622     | 583     | 601     |
| Diferencia |      | +1,96 % | −6,27 % | +3,08 % |

| Año        | 2023 | 2024    |
| ---------- | ---- | ------- |
| Población  | 612  | 601     |
| Diferencia |      | −1,79 % |